# フォード・シエラ

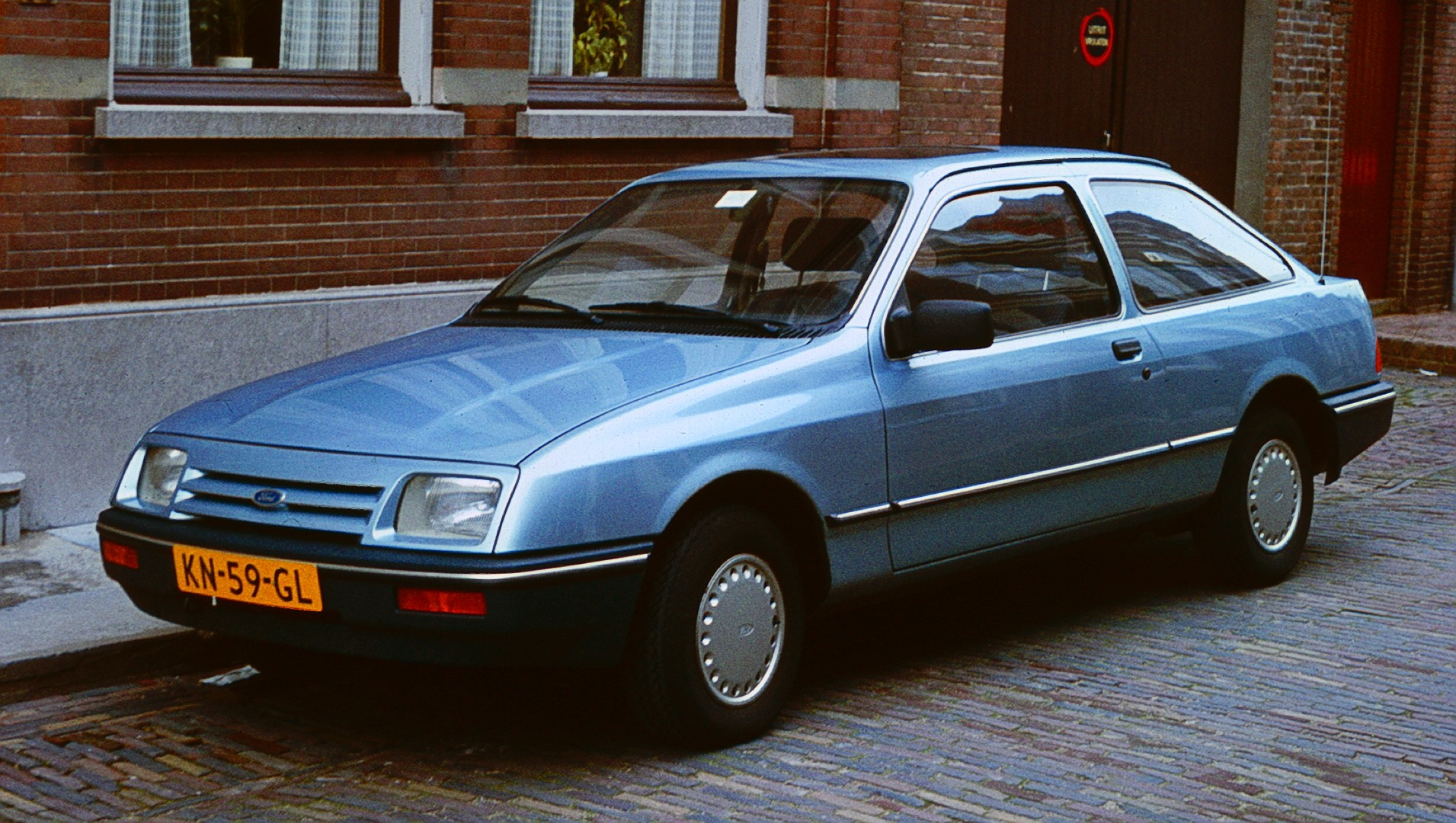
3ドア(初期型)

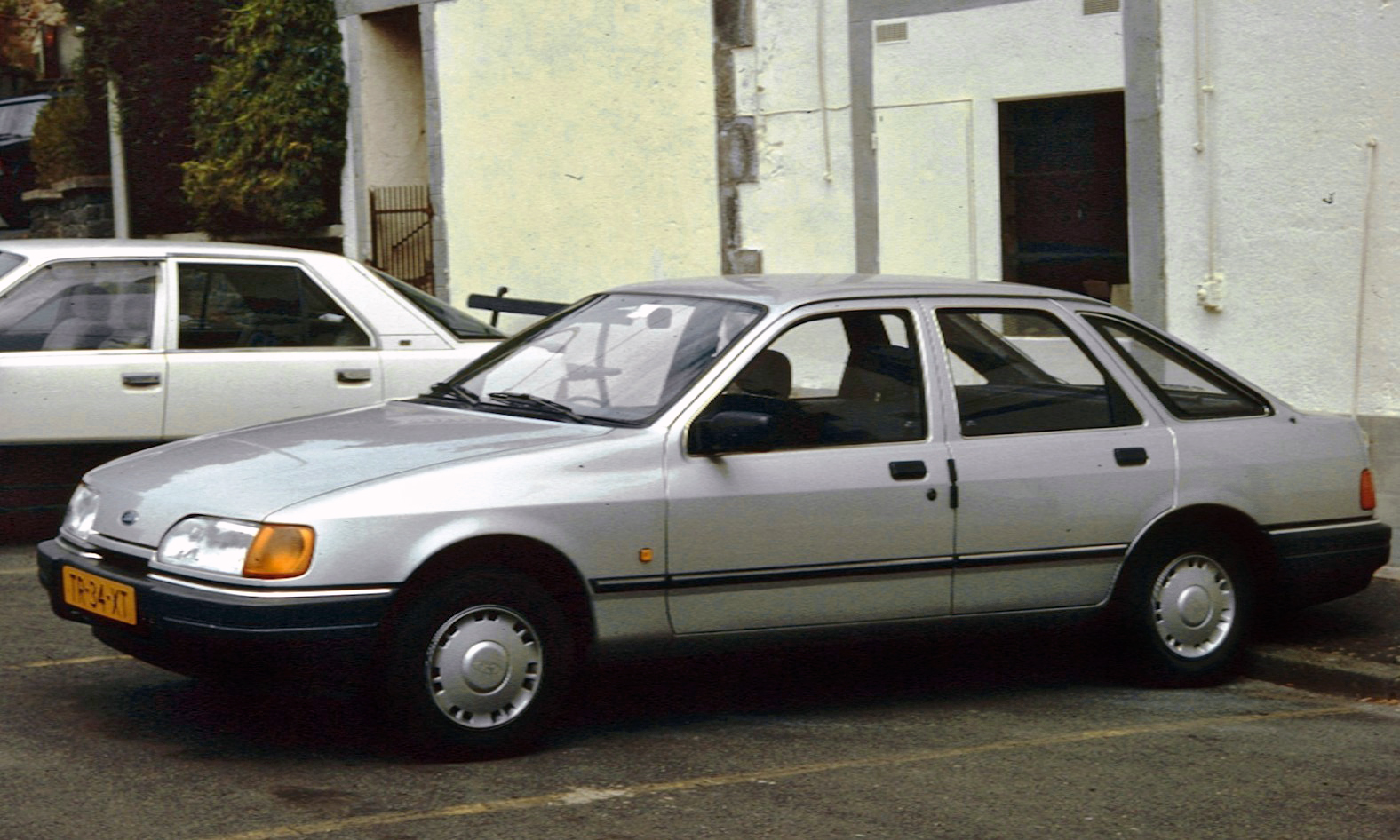
5ドア(後期型)

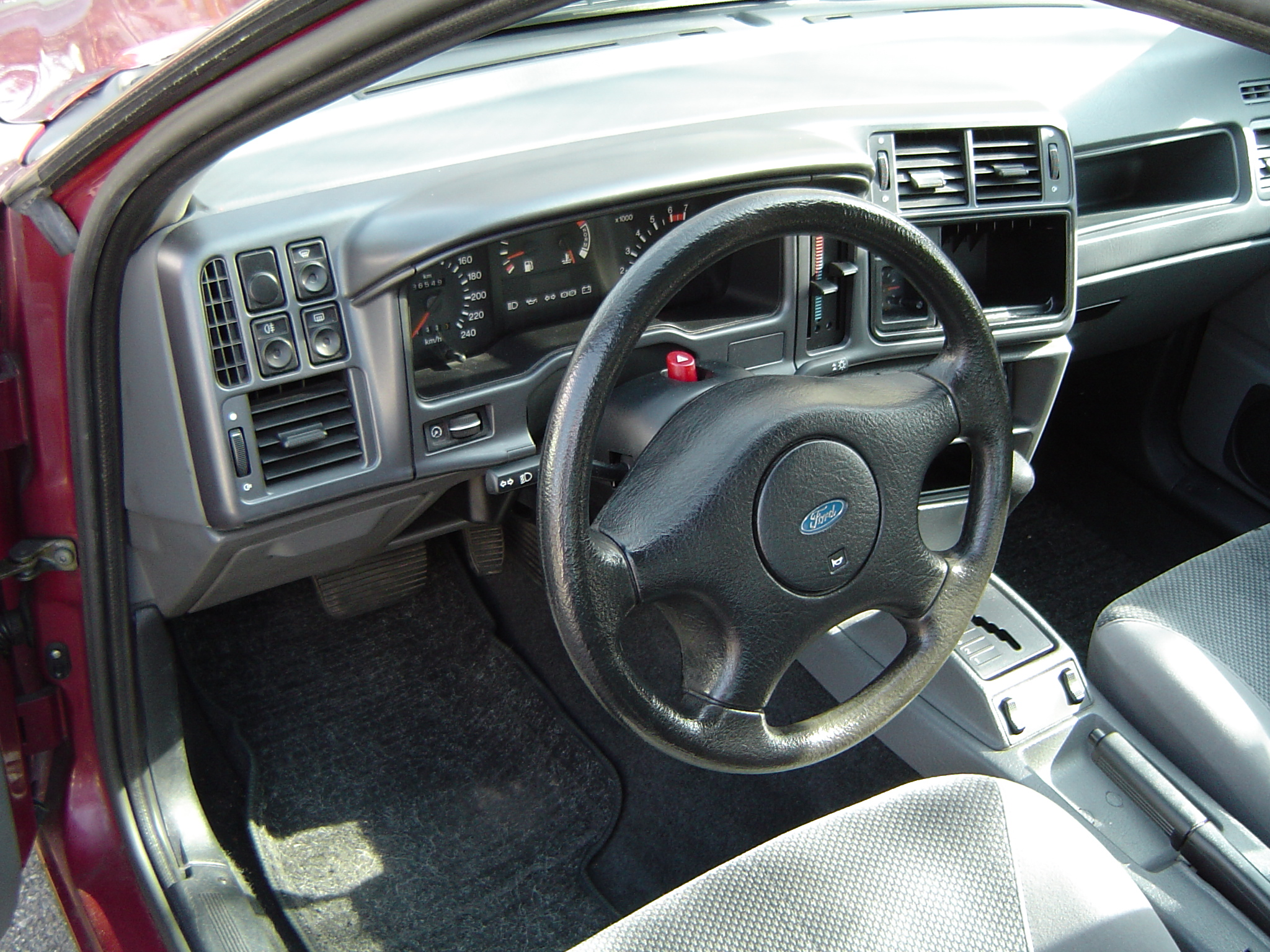
内装

シエラ（Sierra ）は、フォード・モーターの欧州部門が1982年から1993年まで製造・販売した中型乗用車である。

## 概要
1982年9月21日に、それまで英独両国で生産されていたコーティナとタウヌスの後継車として発表された。シエラの開発には、BMW時代に3シリーズを開発し後にGM副会長となるボブ・ラッツやルノーのチーフデザイナーとなるパトリック・ルケマンら、その後の自動車業界で活躍する才能が結集していた。

### デザイン
オーソドックスな3ボックスセダンであった従来のコーティナやタウヌスを見慣れた人々の眼には、シエラの空力的なハッチバックデザインは非常に奇異なものであった。
1981年に発表したコンセプトカー、プローブIIIの好評を受けて、この時代のフォードは生産車の「エアロルック」化を推進。北米では1983年モデルのサンダーバード、1986年のトーラスへとその流れは続き、特にトーラスは大ヒット車となった。
しかし、これに対してヨーロッパで生まれたシエラの販売は当初低調であった。コーティナやタウヌスの需要層にはあまり好まれなかったらしく、特にイギリスでは「Jellymould」（ゼリーの型）や「The Salesman's Spaceship」（セールスマンの宇宙船）などと揶揄された。
ボディタイプは当初3ドアと5ドアのハッチバックもしくはエステートのみで、トランク (自動車)トランク付きの4ドアセダンが用意されなかったことも不評の要因であった。エスコートも同様にハッチバックのみだったため、一時期トランク付きのフォード車は大型のグラナダしか存在しなかった。
また、このデザインのもうひとつの問題は横風に対する不安定さであった。この問題はサイドウィンドウ後端に小さなスポイラーを取り付けることで解決したが、メディアでは大きく取り上げられ、販売の立ち上がりを阻害した。
なお、上級版の「ギア」と1985年に追加されたスポーティモデルの「XR4i」は専用のフロントグリルと大型ヘッドランプを持っていたが、1987年にはハッチバック車もマイナーチェンジを受け、シエラの全モデルが上記2グレードと同様の大型ヘッドランプを持つようになった。
3ドア車は1984年をもってイギリスでは販売中止となったが、ヨーロッパ他国では最後まで販売された。

### メカニズム
時流に先んじたスタイルにもかかわらず、シエラはライバルのオペル・アスコナやフォルクスワーゲン・パサートとは異なり、コーティナおよびタウヌスと同様の後輪駆動レイアウトを採用した。これはモデル後半になると、居住性の面でライバルに対し不利となったが、その反面各種のスポーティモデルが人気を呼ぶ理由ともなった。
1982年10月の発売時点でのエンジンは、OHV・1,294cc60PS、同1,593cc75PS、SOHC・1,993cc105PS(いわゆるピントエンジン)、V型6気筒2,294cc114PS、プジョー製2,304cc67PSのディーゼルエンジンを用意。トランスミッションは当初、コーティナおよびタウヌス用の「タイプ9」を用いていたが、V6やDOHCエンジン車は後に新しい「MT75」に改められた。4速MTが標準だが、1,600cc以上のモデルには5速MTや3速ATも設定された。
1985年にはXR4i向けにV6・2,792cc150PS、同じくフルタイム四輪駆動を組み合わせたXR4x4には2,935cc150PSエンジンが追加された。さらに、旧態化して排気ガス規制への対応が困難となった「ピント」エンジンに代えて、1988年には1,800ccの新しい「CVH」エンジンが投入され、1989年には2000がDOHC化、1992年には1600も燃料噴射の「CFi」とされた。1990年にはディーゼルエンジンがフォード自製の1800ターボディーゼルに変更された。
なお、南アフリカで現地生産されていた仕様にはV型8気筒エンジン搭載モデルが存在していた。

## 派生モデル

### サファイア
1987年には4ドアノッチバックセダンの「シエラ・サファイア」が追加され、従来のコーティナやタウヌスを惜しむ声にようやく応えられるようになった。

### XR4i
1985年には2段構えのリアスポイラー、通常の3ドアと異なる6ライトのサイドウインドーなど、独自の外観を持つスポーツ版、XR4iが登場。欧州市場向けにはV6・2,800cc/2,900ccエンジンを搭載していたが、アメリカにも4気筒2,300ccターボ付きエンジンを搭載して輸出され、メルクールという新ブランドのローンチモデルとしてXR4Tiの名称で、BMWやアウディなどと対応する欧州製プレミアム小型車としてリンカーン-マーキュリーの販売網を通じて販売された。シエラの名称はゼネラルモーターズがオールズモビルの車種名として商標登録していたので用いることができなかった。メルクールXR4Tiは1989年まで販売されたが、商業的には成功しなかった。

### RSコスワース

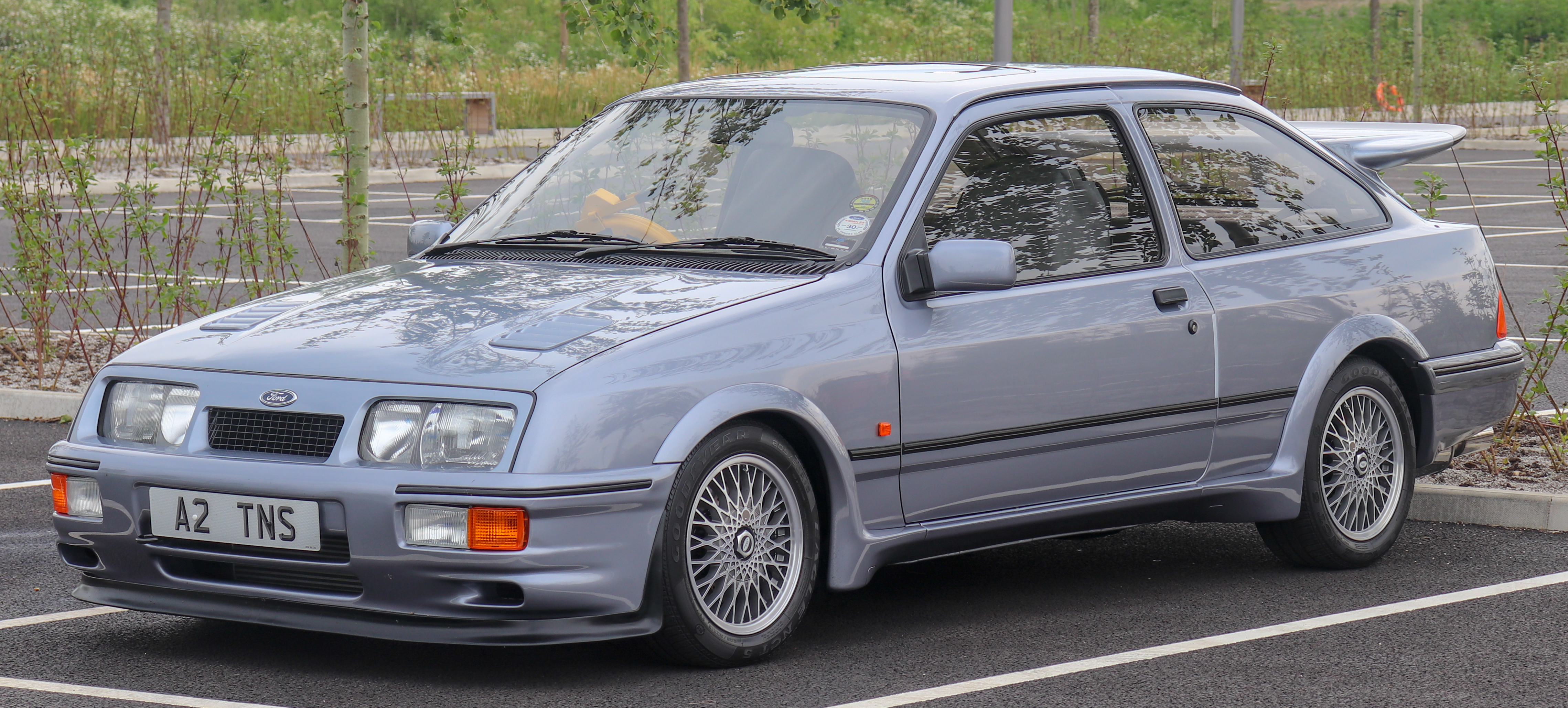
RSコスワース

1985年、グループA規定のホモロゲーション取得用モデルとして、3ドアハッチバックモデルをベースにターボ付の16バルブDOHCエンジンを搭載した「シエラ・コスワース」が登場した。後にティックフォードによってスポイラーやエアダクトを追加され、最高出力225PSに強化されたエボリューションモデルの「RS500」も製作された。
1988年にはベース車両が4ドアセダンの「サファイア」に変更され、1990年には四輪駆動の「RSコスワース4x4」に発展した。

## 生産台数
販売の立ち上がりは不調で、イギリスでは先代のコーティナが長年維持していたベストセラーカーの座をエスコートに譲ってしまったが、約2,700,500台のシエラが、ドイツ、ベルギー、イギリスで、1992年12月に生産中止されるまでの10年余りに生産された。また、欧州以外でも、アルゼンチン、ベネズエラ、南アフリカ、ニュージーランドでも現地生産された。なお、南アフリカで現地生産されていた仕様には、V型8気筒搭載モデルが存在していた。
当時の日本にも5ドア2.0ギアとXR4iの両車種は近鉄モータースを通じて正規輸入された。また、RSコスワースも4ドア版を中心に日本にも比較的多数が並行輸入された。